# Spilosmylus sumbanus
Spilosmylus sumbanus är en insektsart som beskrevs av Krüger 1914. Spilosmylus sumbanus ingår i släktet Spilosmylus och familjen vattenrovsländor. Inga underarter finns listade i Catalogue of Life.